# Petreștii de Jos
Petreștii de Jos – wieś w Rumunii, w okręgu Kluż, w gminie Petreștii de Jos. W 2011 roku liczyła 532 mieszkańców.